# Max Sprang
Max Sprang (* 4. Juli 2000 in Ribnitz-Damgarten) ist ein deutscher Fußballtorhüter.

## Karriere
Nach seinen Anfängen in seiner Heimatstadt in der Jugend des FC Gelb-Blau Damgarten, des PSV Ribnitz-Damgarten, des FC Pommern Stralsund und des SV Hafen Rostock 61 wechselte er im Sommer 2016 in die Jugendabteilung des FC Mecklenburg Schwerin. 
Im Sommer 2017 erfolgte sein Wechsel zum Drittligisten FSV Zwickau. Dort kam er auch zu seinem ersten Einsatz im Profibereich, als er am 4. September 2022, dem 7. Spieltag, beim torlosen Unentschieden daheim gegen den FC Viktoria Köln in der Startformation stand.
Nach dem Abstieg seiner Mannschaft wechselte er Mitte August 2023 zum 1. FC Phönix Lübeck in die Regionalliga Nord. Für die Lübecker bestritt er neun Spiele. Seit dem Sommer 2024 ist er ohne Verein.